# Adiantum lianxianense
Adiantum lianxianense là một loài thực vật có mạch trong họ Adiantaceae. Loài này được Ching & Y. X. Lin in Y. X. Lin miêu tả khoa học đầu tiên năm 1980.